# Svenserydsgölen
Svenserydsgölen är en sjö i Jönköpings kommun i Småland och ingår i Lagans huvudavrinningsområde. Sjöns area är 0,01 kvadratkilometer och den befinner sig 205 meter över havet.